# Herrscher
Herrscher (auch Potentat oder Regent) oder weiblich Herrscherin (Potentatin, Regentin) ist eine allgemeine Bezeichnung für das machthabende Oberhaupt eines Volkes, Landes oder Reiches. Herrschertitel sind beispielsweise Sultan, Zar, Kaiser, König, Herzog oder allgemeiner Fürst und Monarch. Auch Diktatoren und andere Machthaber werden als Herrscher oder Regenten bezeichnet und die Zeit ihrer Regierungsausübung als Herrschaft oder Regentschaft (vergleiche Herrschaft).
Im staatsrechtlichen Sinn wird die Bezeichnung Regent oder Regentin (von lateinisch regere „regieren, lenken, leiten“) für den Herrscher einer Monarchie gebraucht, der die Regierungsgewalt stellvertretend für einen als legitim anerkannten Herrscher ausübt, der nicht regierungsfähig ist (etwa durch Krankheit oder durch jugendliches oder hohes Alter).
In den Herrscherhäusern (Dynastien) des europäischen Kulturraums wurden die Herrschernamen meist aus ihrem Vornamen, gefolgt von einer Ordinalzahl gebildet (etwa Ludwig XIV.).
Im Tarot gibt es die zwei Trumpfkarten Der Herrscher (mit den Symbolen Zepter und Reichsapfel) und Die Herrscherin (eine üppige Frau in einem Garten).